# Lepturgantes dilectus
Lepturgantes dilectus là một loài bọ cánh cứng trong họ Cerambycidae.